# اردال اوزتورک
اردال اوزتورک (انگلیسی: Erdal Öztürk؛ زادهٔ ۷ فوریهٔ ۱۹۹۶) بازیکن فوتبال اهل آلمان است.
از باشگاه‌هایی که در آن بازی کرده‌است می‌توان به باشگاه فوتبال بایرن مونیخ اشاره کرد.
وی همچنین در تیم‌های ملی فوتبال جوانان آلمان، Germany national under-16 football team, Turkey national under-16 football team, Turkey national under-17 football team، جوانان آلمان، و زیر ۲۰ سال آلمان بازی کرده‌است.